# 석포면
석포면(石浦面)은 대한민국 경상북도 봉화군의 면이다. 넓이는 150.1km2이고, 인구는 2022년 3월 1956명이다.
봉화군 동북쪽 끝에 위치하며, 동쪽은 울진군, 북쪽은 강원도 태백시에 접한다. 면 전체가 400m 이상의 고지대이며, 낙동강 상류가 통한다. 아연이 매장되어 있어, 아연 채굴과 제련을 주산업으로 하는 광산 취락이다. 현재는 아연 관련 산업이 다소 쇠퇴하여 인구가 크게 감소하였으나, 여전히 대한민국 최대 규모의 아연 광산과 제련소(석포제련소)가 있다. 최근에는 광업 쇠퇴에 따른 대책으로 지역 특성을 살려 고랭지 채소 및 특용작물 재배와 관광에 주력하고 있다. 군청 소재지 봉화읍보다 태백시가 훨씬 가까운 위치에 있으므로 태백시 생활권에 속한다. 산간지대이나 영동선(승부역, 석포역)과 국도 제36호선 등 간선철도와 도로가 통한다. 주요 관광지로는 태백시와의 경계에 있는 태백산, 대한민국에서 가장 외진 곳에 있는 철도역으로 알려진 승부역, 낙동강 상류의 열목어 서식지 등이 있다.

## 역사
- 1963년 3월 봉화군 소천면 석포출장소를 설치하였다.
- 1983년 2월 15일 석포출장소를 석포면으로 승격하였다.[1] (3법정리)

## 행정 구역
3법정리 7행정리로 구성되어 있다.

### 법정리
- 석포리
- 대현리
- 승부리

## 교통
- 국도 제36호선
- 영동선 승부역, 석포역

석포면에는 인근한 소천면이나 태백으로 가는 버스가 자주 다니지 않아, 자가용, 택시나 철도를 이용할 수밖에 없다.
*태백으로 가는 버스는 매일 4회이다*